# Masoud Pezeshkian

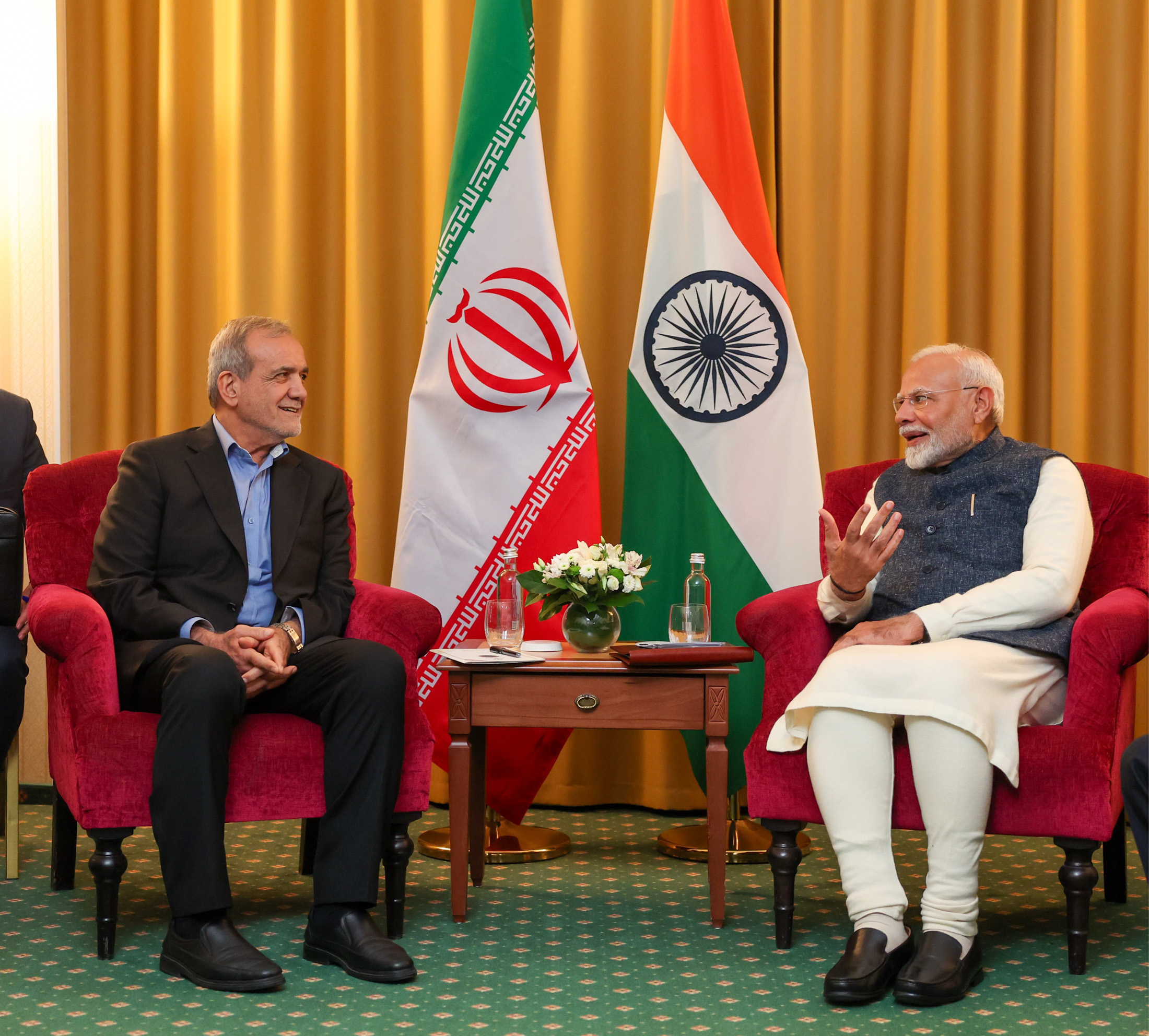
Cuộc gặp song phương giữa Tổng thống Masoud Pezeshkian và Tổng thống Narendra Modi tại Hội nghị thượng đỉnh BRICS lần thứ 16 được tổ chức ở Nga

Masoud Pezeshkian (tiếng Ba Tư: مسعود پزشکیان; sinh ngày 29 tháng 9 năm 1954) là một chính trị gia và nhà cải cách người Iran, vào năm 2024, ông là Tổng thống Iran thứ 9, ông có xuất thân là bác sĩ phẫu thuật tim. Trước đó, Masoud Pezeshkian đã là ứng cử viên đại diện cho Khu vực bầu cử Tabriz thuộc Osku và Azarshahr trong Quốc hội Iran (Hội đồng cố vấn Hồi giáo) và cũng từng là Phó Chủ tịch thứ nhất từ năm 2016 đến năm 2020. Ông là Bộ trưởng Bộ Y tế và Giáo dục Y tế từ năm 2001 đến 2005 trong Chính phủ của Mohammad Khatami. Ông Pezeshkian được bầu làm thống đốc ở cả hai quận Piranshahr và Naghadeh ở tỉnh Tây Azerbaijan vào những năm 1980.
Ông Pezeshkian sinh ra ở Mahabad ở Tây Azerbaijan vào ngày 29 tháng 9 năm 1954 có cha là người Azerbaijan gốc Iran sinh ra ở Qasr-e Shirin và mẹ là Người Iran gốc Kurd. Pezeshkian là người ủng hộ Quân đoàn Vệ binh Cách mạng Hồi giáo (IRGC), và đã gọi IRGC hiện tại là "khác với ngày xưa". Ông lên án việc Hoa Kỳ tuyên bố xếp IRGC là một tổ chức khủng bố vào năm 2019. Sau khi Iran bắn hạ máy bay không người lái của Mỹ vào năm 2019 thì ông Pezeshkian đã gọi Chính phủ Mỹ là những kẻ khủng bố và mô tả hành động nhắm hạ vào máy bay không người lái Mỹ của IRGC như là "một cú thọi trời giáng vào mõm của bọn lãnh đạo tội phạm nước Mỹ". Các đối thủ chính trị của ông như Alireza Zakani đã cáo buộc ông đã dung túng cho những người có liên quan đến tham nhũng.